# Jane Fonda
Jane Seymour Fonda (Nova Iorque, 21 de dezembro de 1937) é uma atriz, escritora, ativista, modelo, empresária, e autora estadunidense. Recebeu vários prêmios ao longo de sua carreira, incluindo dois Oscars, dois Prêmios BAFTA, sete Globos de Ouro, um Prêmio Emmy, além de um Leão de Ouro Honorário e o Prêmio Cecil B. DeMille.
Filha do ator Henry Fonda com a socialite Frances Ford Seymour, Jane fez sua estreia como atriz com a peça da Broadway There Was a Little Girl de 1960, pelo qual recebeu uma indicação ao Prêmio Tony, e fez sua estreia no cinema mais tarde, no mesmo ano, com a comédia romântica Até os Fortes Vacilam. Ela ganhou destaque na década de 1960 com filmes como Contramarcha Nupcial (1962), Um Domingo em Nova York (1963), Dívida de Sangue (1965), Descalços no Parque (1967) e Barbarella (1968). Este último dirigido por seu primeiro marido, o cineasta Roger Vadim.
Sete vezes indicada ao Oscar, ela recebeu sua primeira nomeação por A Noite dos Desesperados (1969), e ganhou o prêmio de melhor atriz duas vezes na década de 1970, por Klute - O Passado Condena (1971) e Amargo Regresso (1978). Suas outras indicações foram por Julia (1977), Síndrome da China (1979), Num Lago Dourado (1981) e A Manhã Seguinte (1986). Os sucessos consecutivos em Adivinhe Quem Vem Para Roubar (1977), California Suite (1978), O Cavaleiro Elétrico (1979) e Como Eliminar seu Chefe (1980) a manteve na liderança nas bilheterias. Em 1984 ela ganhou o Prêmio Emmy por sua atuação no telefilme Esculpindo Minha Vida.
Em 1982, a atriz lançou um VHS chamado Jane Fonda's Workout, um programa de exercícios baseado em seu livro que se tornou o VHS mais vendido de todos os tempos. Seria o primeiro de 22 vídeos desse tipo que ela lançaria nos 13 anos seguintes, do qual mais de 17 milhões de cópias entre livros, vídeos e áudios foram vendidas no mundo todo. Divorciada de seu segundo marido, Tom Hayden, ela se casou com o bilionário magnata da mídia Ted Turner em 1991 e se aposentou, após uma série de filmes comercialmente malsucedidos concluídos por Stanley & Iris (1990). Fonda se divorciou de Turner em 2001 e voltou ao cinema com o sucesso A Sogra (2005). Embora Ela é a Poderosa (2007) tenha sido o seu único outro filme durante os anos 2000, no início dos anos 2010 ela relançou totalmente sua carreira. Os trabalhos subsequentes incluíram O Mordomo da Casa Branca (2013), Sete Dias sem Fim (2014), La Giovinezza (2015), Nossas Noites (2017) e Do Jeito que Elas Querem (2018). Em 2009, ela retornou à Broadway na peça 33 Variations, que lhe rendeu uma indicação ao Prêmio Tony de melhor atriz em peça de teatro, enquanto seu papel na série de televisão The Newsroom (2012–14) da HBO deu a ela duas indicações ao Prêmio Emmy do Primetime. Fonda atualmente integra o elenco da série da Netflix, Grace and Frankie.

## Biografia
Lady Jayne Seymour Fonda nasceu em 21 de dezembro de 1937 na cidade de Nova Iorque. É filha do ator Henry Fonda e da socialite Frances Seymour Ford. À época, seu pai filmava Jezebel, com Bette Davis. Henry era descendente de neerlandeses e o sobrenome Fonda é originário de Eagum, uma vila no coração de Frísia, província do norte dos Países Baixos. Seu primeiro nome, "Lady", é aparentemente inspirado na nobre inglesa Jane Seymour (1509-1537), que tornou-se rainha da Inglaterra, com quem sua mãe possivelmente tinha remoto parentesco, embora ainda não tenha sido provado. Seu irmão Peter (1940-2019) e sua sobrinha Bridget (n. 1964), também são atores.
Em 14 de abril de 1950, quando Fonda tinha 12 anos de idade, sua mãe cometeu suicídio após voluntariamente buscar tratamento num hospital psiquiátrico. A Fonda foi dito que a mãe morrera de ataque cardíaco. As assinaturas de jornais e revistas na mansão dos Fonda foram canceladas e os professores e alunos da escola da jovem instruídos a não discutirem o incidente. Jane descobriria a verdade meses mais tarde, enquanto folheava uma revista de cinema na aula de artes. Após a morte de Frances, Henry se casou com a também socialite Susan Blanchard ainda em 1950; o casamento acabaria em divórcio um pouco mais de cinco anos depois.
Aos 15 anos, começou a ter aulas de dança em Fire Island Pines, em Nova Iorque. Estudou na prestigiada Greenwich Academy, um internato para garotas, em Greenwich, Connecticut.

## Carreira

### Década de 1950
Antes de dar início à carreira de atriz, Fonda foi modelo nos anos 1950, tendo estampado a capa de diversas revistas de moda, entre elas a Vogue. Jane se interessou pela atuação em 1954, após ter atuado com o pai numa produção beneficente da peça The Country Girl no Teatro Comunitário de Omaha. Estudou no Emma Willard School em Troy e na Faculdade Vassar em Poughkeepsie, onde foi uma aluna notável.
Após se formar em Vassar, morou em Paris por dois anos para estudar arte. Ao retornar, se encontrou com Lee Strasberg, do renomado Actors Studio, organização que oferece curso preparatório para atores. De acordo com Fonda, Strasberg foi a primeira pessoa, com exceção de seu pai, que lhe disse que tinha talento.

### Década de 1960

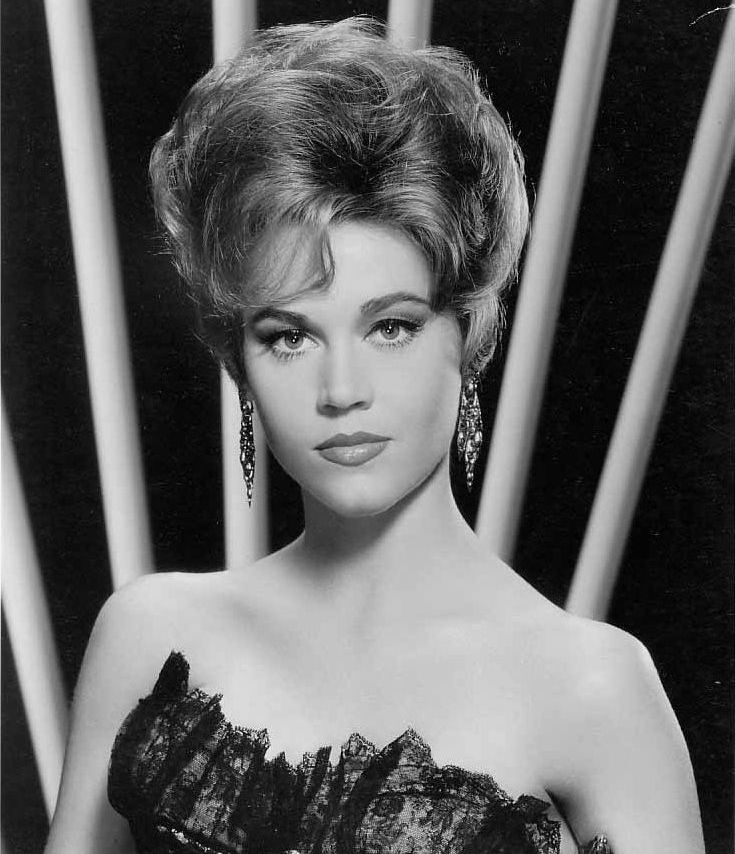
A atriz em foto promocional de 1963

Seus trabalhos no teatro no final da década de 1950 estabeleceram os alicerces para sua carreira no cinema na década de 1960. Gravou quase dois filmes por ano até o fim da década a partir de Tall Story (1960), no qual recriava uma de suas personagens mais famosas da Broadway: uma líder de torcida que perseguia um astro do basquete, interpretado por Anthony Perkins. Logo em seguida estrelou em Period of Adjustment e Walk on the Wild Side, ambos lançados em 1962. Em A Walk on the Wild Side, pelo papel de uma prostituta, Jane ganhou o Globo de Ouro de atriz novata mais promissora.
Em 1963 ela estrelou Sunday in New York. O jornal Newsday afirmou que Fonda se tratava da "mais adorável e talentosa de todas da nossa nova geração de atrizes".[carece de fontes?] Entretanto, Fonda também tinha seus depreciadores; no mesmo ano, o Harvard Lampoon a nomeou a pior atriz do ano. O maior avanço da carreira veio com Cat Ballou (1965), em que interpretava uma professora de escola rural que virava fora-da-lei. O filme, uma comédia western, recebeu cinco indicações ao Oscar (venceu o de melhor ator para Lee Marvin) e foi um dos dez filmes de maior bilheteria do ano nos Estados Unidos. Este filme é considerado para muitos o ponto de ruptura na carreira de Fonda, trazendo-a para o estrelato aos 28 anos de idade. Após este filme, ela estrelou nas comédias Any Wednesday (1966) e Barefoot in the Park (1967), a última ao lado de Robert Redford.
Em 1968 interpretou o papel-título na paródia de ficção científica Barbarella, dirigida por seu então marido, o cineasta francês Roger Vadim, que estabeleceu seu status como um dos maiores símbolos sexuais dos Estados Unidos no fim dos anos 1960.[carece de fontes?] Em contraste, atuou no drama They Shoot Horses, Don't They? em 1969, papel que consagrou-a como uma das melhores atrizes de sua geração e pelo qual recebeu sua primeira indicação ao Oscar de melhor atriz. No mesmo período, escolhia cuidadosamente os filmes em que atuaria, rejeitando os papéis principais em O Bebê de Rosemary e Bonnie and Clyde.[carece de fontes?]

### Década de 1970
Todo o talento dramático de Fonda foi confirmado pela sua atuação nos filmes Klute, de 1971, onde interpretou uma prostituta perseguida por um assassino psicopata, e Amargo Regresso, de 1978, uma crítica ácida à Guerra do Vietnã, filmes que lhe valeram dois prêmios Oscar de melhor atriz.
Em 1972, estrelou como uma repórter ao lado de Yves Montand em Tout va bien, clássico marxista de Jean-Luc Godard e Jean-Pierre Gorin. No mesmo ano, os diretores fizeram um documentário intitulado Letter to Jane, no qual ficam quase duas horas comentando sobre uma foto da atriz quando de sua visita ao Vietnã do Norte.
Entre Klute em 1971 e Fun with Dick and Jane em 1977, passou grande parte da primeira metade da década sem um grande sucesso, apesar de ter estrelado em filmes alternativos aclamados como A Doll's House (1973), Steelyard Blues e The Blue Bird (1976), o último, filmado na União Soviética, ao lado de Elizabeth Taylor, Ava Gardner e Cicely Tyson. A partir de comentários atribuídos a ela em entrevistas, alguns consideraram que ela havia sido culpada profissionalmente por suas opiniões políticas. Entretanto, Jane nega as afirmações em sua autobiografia de 2005 My Life So Far. Para ela, sua carreira floresceu após suas declarações contra a Guerra do Vietnã.
Esse florescimento deu-se, em partes, pela fundação de sua própria produtora, a IPC Films, com a qual fez filmes que a ajudaram a conquistar de volta o estrelato. O filme de comédia de 1977 Fun with Dick and Jane é geralmente considerado seu "retorno" às bilheterias. No mesmo ano, conseguiu boas críticas por sua performance como a dramaturga Lillian Hellman em Julia, filme pelo qual receberia sua terceira indicação ao Oscar de melhor atriz. Durante o período, Jane anunciou que estrelaria apenas em filmes com temas importantes, razão pela qual rejeitou o papel principal em An Unmarried Woman. Em 1979 ela estrelou nos sucessos The China Syndrome, sobre o encobrimento de um acidente nuclear, pelo qual recebeu sua quinta indicação ao Oscar de melhor atriz, e The Electric Horseman novamente com Redford.

### Década de 1980
Em 1980, estrelou em Nine to Five ao lado de Lily Tomlin e Dolly Parton. O filme foi um dos maiores sucessos de bilheteria de sua carreira.
Fonda estava querendo fazer um filme com seu pai há algum tempo, esperando que a relação entre os dois melhorasse. Atingiu à meta quando comprou os direitos de filmagem de On Golden Pond (1981). Katharine Hepburn se juntou aos três no elenco principal. O filme rendeu a Jane sua única indicação ao Oscar na categoria de melhor atriz (coadjuvante/secundária) e a Henry seu único Oscar de melhor ator, que Jane aceitou em seu nome, uma vez que ele estava muito doente. Henry Fonda morreria cinco meses depois.
Fonda continuou a aparecer em filmes de destaque na década de 1980, mais notavelmente como a Dr. Martha Livingston em Agnes of God (1985). Um ano antes recebeu seu único prêmio Emmy pelo filme feito para a televisão The Dollmaker. Jane receberia sua sexta e última indicação ao Oscar de melhor atriz pelo thriller The Morning After de 1986, no qual interpreta uma alcóolatra suspeita de assassinato. Terminaria a década aparecendo em Old Gringo, pelo qual foi indicada ao Framboesa de Ouro de pior atriz.

### Décadas de 1990 e 2000
Em abril de 1991, após três décadas de carreira no cinema, Jane Fonda anunciou que estava se aposentando da indústria cinematográfica e não tinha intenções de voltar a atuar. Em maio de 2005, entretanto, ela retornou às telas com o sucesso de bilheteria Monster-in-Law, em que contracenou com Jennifer Lopez. Em 2007 ela estrelou em Georgia Rule de Garry Marshall, ao lado de Felicity Huffman e Lindsay Lohan.
Em 2009, retornou aos palcos da Broadway, em sua primeira performance desde 1963, em 33 Variations de Moises Kaufman. Pelo papel, ela recebeu uma indicação ao Tony de melhor atriz.

### Década de 2010
Em 2015, estreou no seriado da Netflix, Grace and Frankie que protagonizou com Lily Tomlin.
Em 2018, participou do filme Do Jeito que Elas Querem.

### Vida pessoal

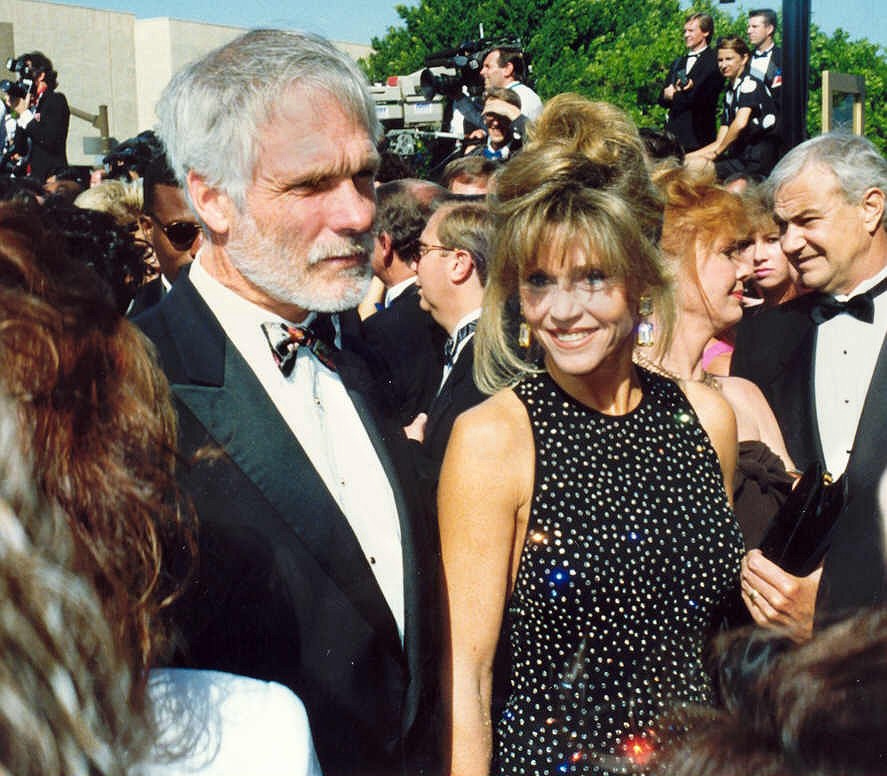
Jane Fonda e Ted Turner na cerimônia dos Prêmios Emmy, em 1992

Em março de 2017, a atriz revelou que foi violada, vítima de abuso sexual quando criança e despedida por não ter dormido com o chefe.
De 14 de agosto de 1965 a 16 de janeiro de 1973, foi casada com o cineasta francês Roger Vadim, que a dirigiu em Barbarella. Com ele teve Vanessa (n. 1968), também atriz.
Em 1973 casou-se com o então ativista político e depois senador Tom Hayden, um dos ícones da nova esquerda estadunidense, e envolveu-se inteiramente com as questões políticas de seu país, combatendo a Guerra do Vietnã e e a política externa do país, chegando a ir a Hanói e posado para fotografias sentada num canhão de defesa antiaérea da cidade, o que lhe valeu a ira do governo Nixon e dos conservadores, além do apelido de "Hanói Jane", que lhe persegue até os dias de hoje, pelos direitistas estadunidenses mais radicais e pelos veteranos de guerra. Com Hayden, Jane teve Troy Garity (n. 1973), também ator. Os dois também adotaram Mary Luana Williams.
Após seu casamento, em 21 de dezembro de 1991, com o empresário das comunicações e milionário Ted Turner, então dono da rede de televisão a cabo CNN, Fonda decidiu se aposentar da carreira de atriz e passou a se dedicar exclusivamente a produzir vídeos sobre ginástica aeróbica e preparação física que se tornaram um grande sucesso. O primeiro deles, produzido quando ainda era atriz, em 1982, vendeu 17 milhões de cópias apenas nos Estados Ynidos. O casamento duraria até 22 de maio de 2000. Apesar do divórcio, Fonda ainda vive em Atlanta, no estado da Geórgia.

## Principais prêmios e indicações

#### Oscar
| Ano  | Categoria                | Indicação                      | Notas    |
| ---- | ------------------------ | ------------------------------ | -------- |
| 1970 | Melhor Atriz             | They Shoot Horses, Don't They? | Indicado |
| 1972 | Melhor Atriz             | Klute                          | Venceu   |
| 1978 | Melhor Atriz             | Julia                          | Indicado |
| 1979 | Melhor Atriz             | Coming Home                    | Venceu   |
| 1980 | Melhor Atriz             | The China Syndrome             | Indicado |
| 1982 | Melhor Atriz Coadjuvante | On Golden Pond                 | Indicado |
| 1987 | Melhor Atriz             | The Morning After              | Indicado |

#### Emmy Awards
| Ano  | Categoria                                 | Indicação          | Notas    |
| ---- | ----------------------------------------- | ------------------ | -------- |
| 1984 | Melhor Atriz em Minissérie ou Telefilme   | The Dollmaker      | Venceu   |
| 1995 | Melhor Série Informática                  | A Century of Women | Indicado |
| 2013 | Melhor Atriz Convidada em Série Dramática | The Newsroom       | Indicado |
| 2014 | Melhor Atriz Convidada em Série Dramática | The Newsroom       | Indicado |
| 2017 | Melhor Atriz em Série de Comédia          | Grace and Frankie  | Indicado |

#### Tony Awards
| Ano  | Categoria                                | Indicação               | Notas    |
| ---- | ---------------------------------------- | ----------------------- | -------- |
| 1960 | Melhor Atriz Coadjuvante em Peça Teatral | There Was a Little Girl | Indicado |
| 2009 | Melhor Atriz Principal em Peça Teatral   | 99 Variations           | Indicado |

#### Globo de Ouro
| Ano  | Categoria                                   | Indicação                      | Notas    |
| ---- | ------------------------------------------- | ------------------------------ | -------- |
| 1962 | Melhor Atriz Revelação                      | Tall Story                     | Venceu   |
| 1963 | Melhor Atriz em Cinema - Comédia ou Musical | Period of Adjustment           | Indicado |
| 1966 | Melhor Atriz em Cinema - Comédia ou Musical | Cat Ballou                     | Indicado |
| 1967 | Melhor Atriz em Cinema - Comédia ou Musical | Any Wednesday                  | Indicado |
| 1970 | Melhor Atriz em Cinema - Drama              | They Shoot Horses, Don't They? | Indicado |
| 1972 | Melhor Atriz em Cinema - Drama              | Klute                          | Venceu   |
| 1973 | Prêmio Henrietta de Atriz Favorita do Mundo | Ela Mesma                      | Venceu   |
| 1978 | Melhor Atriz em Cinema - Drama              | Julia                          | Venceu   |
| 1979 | Melhor Atriz em Cinema - Drama              | Coming Home                    | Venceu   |
| 1980 | Prêmio Henrietta de Atriz Favorita do Mundo | Ela Mesma                      | Venceu   |
| 1980 | Melhor Atriz em Cinema - Drama              | The China Syndrome             | Indicado |
| 1982 | Melhor Atriz Coadjuvante em Cinema          | On Golden Pond                 | Indicado |
| 1982 | Prêmio Henrietta de Atriz Favorita do Mundo | Ela Mesma                      | Venceu   |
| 1985 | Melhor Atriz em Minissérie ou Telefilme     | The Dollmaker                  | Indicado |
| 2015 | Melhor Atriz Coadjuvante em Cinema          | Youth                          | Indicado |
| 2021 | Prêmio Cecil B. DeMille                     | Pelo Conjunto da Obra          | Venceu   |

#### BAFTA
| Ano  | Categoria                | Indicação                      | Notas    |
| ---- | ------------------------ | ------------------------------ | -------- |
| 1968 | Melhor Atriz Estrangeira | Barefoot in the Park           | Indicado |
| 1971 | Melhor Atriz             | They Shoot Horses, Don't They? | Indicado |
| 1972 | Melhor Atriz             | Klute                          | Indicado |
| 1979 | Melhor Atriz             | Julia                          | Venceu   |
| 1980 | Melhor Atriz             | The China Syndrome             | Venceu   |
| 1983 | Melhor Atriz Coadjuvante | On Golden Pond                 | Indicado |

#### Critics' Choice Television Awards
| Ano  | Categoria                                           | Indicação    | Notas  |
| ---- | --------------------------------------------------- | ------------ | ------ |
| 2012 | Melhor Performance Convidada em uma Série Dramática | The Newsroom | Venceu |

#### SAG Awards
| Ano  | Categoria                        | Indicação         | Notas    |
| ---- | -------------------------------- | ----------------- | -------- |
| 2014 | Melhor Elenco em Cinema          | The Butler        | Indicado |
| 2017 | Melhor Atriz em Série de Comédia | Grace and Frankie | Indicado |
| 2018 | Melhor Atriz em Série de Comédia | Grace and Frankie | Indicado |
| 2019 | Melhor Atriz em Série de Comédia | Grace and Frankie | Indicado |

- É uma das 100 Mulheres da lista da BBC de 2020.[13]